# Proton Mail
Proton Mail je brezplačen ponudnik spletne elektronske pošte. Leta 2013 so ga ustanovili Jason Stockman, Andy Yen in Wei Sun, sodelavci z raziskovalnega inštituta CERN. Posebnost Proton Maila je uporaba šifriranja od konca do konca, ki zaščiti pošto, preden ta prispe na strežnike. Sedež podjetja je v Ženevi, strežniki pa se nahajajo na dveh mestih v Švici (v Lozani in Attinghausnu), zunaj evropske ali ameriške jurisdikcije.
Prva sredstva za Proton Mail so avtorji zbrali preko platform za množično financiranje, javnosti pa je prva beta različica postala dostopna maja 2014. Registracija je brezplačna, vendar so naprednejše možnosti in dodaten prostor za shranjevanje plačljivi.
Po besedah direktorja je bilo leta 2022 registriranih skoraj 70 milijonov uporabnikov.